# Sainte-Preuve
 Sainte-Preuve  es una población y comuna francesa, en la región de Picardía, departamento de Aisne, en el distrito de Laon y cantón de Sissonne.

## Demografía
| 119 | 97 | 79 | 64 | 75 | 85 |
| Para los censos de 1962 a 1999 la población legal corresponde a la población sin duplicidades (Fuente: INSEE [Consultar]) |    |    |    |    |    |